# Maulia picticornis
Maulia picticornis é uma espécie de cerambicídeo, endêmica da Austrália.

## Taxonomia
Em 1892, a espécie foi descrita por Thomas Blackburn.

## Biologia
Os adultos têm um comprimento de 10 a 11 mm. Apresentam atividade durante o período de outubro a fevereiro.

## Distribuição
A espécie é endêmica da Austrália, na qual ocorre no estado de Victoria.